# 奥斯坎-翁布里亚语支
奥斯坎-翁布里亚語支（英语：Osco-Umbrian）或称萨贝里克语（Sabellic），是印欧語系義大利語族的一个分支，包括奥斯坎語和翁布里亚語。这些語言在義大利中部和南部地区使用，随着羅馬帝國的扩张，逐渐被拉丁語取代，奥斯坎语和翁布里亚语的使用者逐渐减少并消失，但仍有大量奥斯坎-翁布里亚语书写的古籍流传下来。

## 分支
奧斯坎-翁布里亞語支
- 奧斯坎語
  - Hernican (xhr)
  - 馬魯西尼語（Marrucinian）(umc)
  - 奧斯坎語 (osc)：亞平寧半島中南部曾經使用。
  - 帕埃利尼語（Paelignian）(pgn)
- 翁布里亞語
  - 馬爾西語（Marsian）(ims)
  - 薩比尼語（Sabine）(sbv)
  - 南皮賽恩語（South Picene）(spx)
  - 翁布里亞語 (xum)（和意大利語的翁布里亞方言不同），曾經在中北部使用。
  - 沃爾西語（Volscian）(xvo)